# Margherita I di Fiandra
Margherita I di Fiandra anche Margherita di Alsazia (1145 – Male, 15 novembre 1194) fu Contessa consorte di Vermandois, dal 1160 al 1163, poi Contessa consorte di Hainaut dal 1171 e Marchesa consorte di Namur dal 1187 e Contessa di Fiandra dal 1191 fino alla sua morte.

## Origine
Margherita, secondo la Flandria Generosa (Continuatio Claromariscensis) era la figlia femmina secondogenita del conte delle Fiandre, Teodorico di Alsazia (1099 circa – 4 gennaio 1168) e di Sibilla d'Angiò (1112 circa – 1165), che, anche se l'arcivescovo, Guglielmo, della città di Tiro, nell'odierno Libano, nel suo Historia rerum in partibus transmarinis gestarum ce la presenta come figlia femmina primogenita era la figlia femmina secondogenita del conte d'Angiò e conte di Tours, conte consorte e poi conte del Maine ed infine reggente del Principato di Antiochia e re consorte del Regno di Gerusalemme, Folco il Giovane, e della contessa del Maine, Eremburga, figlia unica del conte del Maine, Elia I e di Matilde, come riporta nella sua Historia Ecclesiastica, Pars II, Liber IV del monaco e cronista medievale, Orderico Vitale, signora di Château-du-Loir, figlia di Gervaso, signore di Château-du-Loir.
Teodorico di Alsazia, secondo il documento n° CVII del Cartulaire de l'abbaye de Saint-Bertin, era il figlio primogenito del duca di Lorena Teodorico II e della sua seconda moglie, Gertrude delle Fiandre (fra il 1070 e il 1080-1117), che era figlia del conte delle Fiandre, Roberto I e di Gertrude di Sassonia, figlia del duca di Sassonia, Bernardo II. Teodorico di Alsazia era cugino primo dei precedenti conti delle Fiandre, Baldovino VII e Carlo I. Sibilla era la seconda moglie di Teodorico, come ci conferma il documento n° CX del Cartulaire de l'abbaye de Saint-Bertin. Margherita, come conferma la Flandria Generosa (Continuatio Gislenesis) era la sorella del conte delle Fiandre, Filippo d'Alsazia (1143 – 1º giugno 1191)

## Biografia
Nel 1160, Margherita, come ci informa la Flandria Generosa (Continuatio Claromariscensis), sposò il conte di Vermandois e di Valois, Rodolfo II (1145-1167), che secondo la Flandria Generosa (Continuatio Bruxellensis) era il figlio maschio del Vermandois e di Valois, Rodolfo I (1085 – 14 ottobre 1152) e di Petronilla d'Aquitania (1125 – 1153), che, secondo la Chronique de Guillaume de Nangis, era la figlia femmina secondogenita del duca di Aquitania, duca di Guascogna e conte di Poitiers, Guglielmo X il Tolosano e della sua prima moglie, Aénor di Châtellerault ( † dopo il 1130), figlia del visconte Americo I di Châtellerault e della Maubergeon, che al momento della sua nascita era l'amante di suo nonno Guglielmo IX il Trovatore, come conferma la Chronica Albrici Monachi Trium Fontium, in quanto la cita come sorella della regina Eleonora.
Ancora secondo la Flandria Generosa (Continuatio Bruxellensis), il marito, Rodolfo II, contrasse la lebbra, per cui pur mantenendo i titoli dovette abbandonare le sue contee, che furono governate dalla sua erede, la sorella maggiore, Elisabetta, che aveva sposato il conte di Fiandra, Filippo I.
A causa lebbra contratta da Rodolfo, il loro matrimonio non poté essere consumato e fu annullato.
Nell'aprile 1169, per sigillare la riconciliazione tra la casa di Fiandra e quella di Hainault fortemente voluta dal fratello Filippo, Margherita sposò Baldovino (1150-1195), figlio ed erede, secondo il Gisleberti Chronicon Hanoniense, del Conte di Hainaut, Baldovino IV e della moglie, Alice di Namur, che era figlia del conte di Namur, Goffredo I e della sua seconda moglie, l'erede della contea del Lussemburgo, Ermessinda di Lussemburgo, sia secondo la Genealogica comitum Buloniensium, che secondo la Chronica Albrici Monachi Trium Fontium e che, secondo il Herimanni, Liber de Restauratione Sancti Martini Tornacensis, era la sorella del conte di Lussemburgo e di Namur, Enrico IV.
Suo suocero, Baldovino IV, morì tra il 6 e l'8 novembre 1171, e suo marito, Baldovino, il maggiore dei figli maschi ancora in vita, gli succedette come Baldovino V di Hainaut, che divenne anche erede dei titoli, che, nel 1163, lo zio del marito, il conte di Lussemburgo e di Namur, Enrico IV (secondo il Herimanni, Liber de Restauratione Sancti Martini Tornacensis, era il fratello di sua madre, Alice), essendo senza eredi, designò suo suocero, Baldovino IV come suo successore, ed in caso di sua morte, l'erede sarebbe stato uno dei figli.
Nel 1180, Margherita, divenne suocera del re di Francia, Filippo II Augusto, che aveva sposato Isabella, la figlia primogenita avuta da Baldovino, a seguito di questo matrimonio la contea di Hainaut, feudo imperiale, soprattutto dopo il 1184, ebbe ottimi rapporti col regno di Francia.
Nell'estate del 1191, durante la terza crociata, morì di peste, senza eredi legittimi, suo fratello, il conte di Fiandra, Filippo d'Alsazia, come ci confermano gli Annales Blandinienses, Margherita gli succedette e suo marito, Baldovino divenne così Baldovino VIII, conte delle Fiandre, per diritto di matrimonio.
Il patrimonio di Filippo d'Alsazia destava il desiderio del re di Francia, Filippo Augusto che cercò di nascondere la morte del conte di Fiandra, fino al suo ritorno dalla Crociata. Ma la notizia si diffuse rapidamente e il conte e la contessa di Hainaut andarono subito nelle Fiandre per prendere possesso di quelle terre. Come discendente di Baldovino Braccio di Ferro e sorella del conte, furono accolti nelle città delle Fiandre, mentre Gand ospitava Matilde di Portogallo, vedova di Filippo d'Alsazia, intenzionata a recuperare tutta la contea. Guglielmo dalle Bianche Mani, arcivescovo di Reims ebbe il compito di mediare tra i contendenti; Filippo Augusto rinunciò all'annessione al regno di Francia della contea che fu assegnata a Baldovino VIII e Margherita.
Margherita morì nel 1194, come ci confermano gli Annales Blandinienses; secondo il Gisleberti Chronicon Hanoniense, la contessa si trovava a Male (oggi quatrtiere di Bruges), dove si ammalò gravemente, e dove morì il 15 novembre e fu sepolta a Bruges, nella chiesa di San Donato.
Il figlio maschio primogenito, Baldovino, sempre secondo il Gisleberti Chronicon Hanoniense, divenne così Baldovino IX, conte delle Fiandre.
Il marito Baldovino morì l'anno dopo,  a Mons il 17 dicembre 1195; gli succedette, nella contea di Hainaut, il figlio, Baldovino, come Baldovino VI, mentre nel marchesato di Namur gli succedette il figlio maschio secondogenito, Filippo.

## Discendenza
Margherita a Rodolfo non diede figli, dato che il loro matrimonio non fu consumato.
Margherita e Baldovino ebbero sette figli:
- Isabella[28](1170 – 1190), prima moglie di Filippo II di Francia[28] e madre di Luigi VIII di Francia[29];
- Baldovino[28] (1171 - 1205), Conte di Fiandra e Marchese di Namur[28], che fu anche il primo Imperatore Latino d'Oriente[30], dal 1204 al 1205;
- Filippo[30] (1174 - 1212), marchese di Namur[30];
- Iolanda[29] (1175 - 1219), reggente dell'Impero latino di Costantinopoli per suo marito Pietro II di Courtenay[29], dal 1217 al 1219;
- Enrico[30] (1176 - 1216), secondo Imperatore Latino di Costantinopoli[30];
- Sibilla[29] (1179 - 1217), che sposò Guiscardo IV signore di Beaujeu[29];
- Eustachio († dopo il 1217), reggente del regno di Tessalonica[27].

## Ascendenza
|                         |                  |                            | Genitori                   |  |  | Nonni |  |  | Bisnonni          |  |  | Trisnonni                 |  |
|                         |                  |                            |                            |  |  |       |  |  | Gerardo di Lorena |  |  | Gerardo IV di Bouzonville |  |
|                         |                  |                            |                            |  |  |       |  |  | Gerardo di Lorena |  |  | Gerardo IV di Bouzonville |  |
|                         |                  | Gisella                    |                            |  |  |       |  |  | Gerardo di Lorena |  |  |                           |  |
| Teodorico II di Lorena  |                  |                            |                            |  |  |       |  |  | Gerardo di Lorena |  |  |                           |  |
|                         |                  | Edvige di Namur            | Alberto II di Namur        |  |  |       |  |  |                   |  |  |                           |  |
|                         |                  | Edvige di Namur            | Alberto II di Namur        |  |  |       |  |  |                   |  |  |                           |  |
|                         |                  | Edvige di Namur            | Regelinda di Verdun        |  |  |       |  |  |                   |  |  |                           |  |
| Teodorico di Alsazia    |                  | Edvige di Namur            |                            |  |  |       |  |  |                   |  |  |                           |  |
|                         |                  | Roberto I delle Fiandre    | Baldovino V di Fiandra     |  |  |       |  |  |                   |  |  |                           |  |
|                         |                  | Roberto I delle Fiandre    | Baldovino V di Fiandra     |  |  |       |  |  |                   |  |  |                           |  |
|                         |                  | Roberto I delle Fiandre    | Adele di Francia           |  |  |       |  |  |                   |  |  |                           |  |
| Gertrude delle Fiandre  |                  | Roberto I delle Fiandre    |                            |  |  |       |  |  |                   |  |  |                           |  |
|                         |                  | Gertrude di Sassonia       | Bernardo II di Sassonia    |  |  |       |  |  |                   |  |  |                           |  |
|                         |                  | Gertrude di Sassonia       | Bernardo II di Sassonia    |  |  |       |  |  |                   |  |  |                           |  |
|                         |                  | Gertrude di Sassonia       | Eilika di Schweinfurt      |  |  |       |  |  |                   |  |  |                           |  |
| Margherita I di Fiandra |                  | Gertrude di Sassonia       |                            |  |  |       |  |  |                   |  |  |                           |  |
|                         | Folco IV d'Angiò | Goffredo II di Gâtinais    |                            |  |  |       |  |  |                   |  |  |                           |  |
|                         | Folco IV d'Angiò | Goffredo II di Gâtinais    |                            |  |  |       |  |  |                   |  |  |                           |  |
|                         | Folco IV d'Angiò | Ermengarda d'Angiò         |                            |  |  |       |  |  |                   |  |  |                           |  |
| Folco V d'Angiò         | Folco IV d'Angiò |                            |                            |  |  |       |  |  |                   |  |  |                           |  |
|                         |                  | Bertrada di Montfort       | Simone I di Montfort       |  |  |       |  |  |                   |  |  |                           |  |
|                         |                  | Bertrada di Montfort       | Simone I di Montfort       |  |  |       |  |  |                   |  |  |                           |  |
|                         |                  | Bertrada di Montfort       | Agnese d'Évreux            |  |  |       |  |  |                   |  |  |                           |  |
| Sibilla d'Angiò         |                  | Bertrada di Montfort       |                            |  |  |       |  |  |                   |  |  |                           |  |
|                         |                  | Elia I del Maine           | Giovanni di Baugency       |  |  |       |  |  |                   |  |  |                           |  |
|                         |                  | Elia I del Maine           | Giovanni di Baugency       |  |  |       |  |  |                   |  |  |                           |  |
|                         |                  | Elia I del Maine           | Paola del Maine            |  |  |       |  |  |                   |  |  |                           |  |
| Eremburga del Maine     |                  | Elia I del Maine           |                            |  |  |       |  |  |                   |  |  |                           |  |
|                         |                  | Matilde di Château-du-Loir | Gervaso di Château-du-Loir |  |  |       |  |  |                   |  |  |                           |  |
|                         |                  | Matilde di Château-du-Loir | Gervaso di Château-du-Loir |  |  |       |  |  |                   |  |  |                           |  |
|                         |                  | Matilde di Château-du-Loir | Aremberge                  |  |  |       |  |  |                   |  |  |                           |  |
|                         |                  | Matilde di Château-du-Loir |                            |  |  |       |  |  |                   |  |  |                           |  |

### Fonti primarie
- (LA)  Monumenta Germaniae Historica, Scriptores, tomus V.
- (LA)  Monumenta Germaniae Historica, Scriptores, tomus IX.
- (LA)  Monumenta Germaniae Historica, Scriptores, tomus XIV.
- (LA)  Monumenta Germaniae Historica, Scriptores, tomus XXI.
- (LA)  Monumenta Germaniae Historica, Scriptores, tomus XXIII.
- (LA)  Orderici Vitalis, Historia Ecclesiastica, tomus II.
- (LA)  Orderici Vitalis, Historia Ecclesiastica, tomus unicus.
- (LA)  Cartulaire de l'abbaye de Saint-Bertin.
- (LA)  Historia Rerum in partibus transmarinis gestarum.
- (LA)  Chronique de Guillaume de Nangis.

### Letteratura storiografica
- Austin Lane Pool, "Federico Barbarossa e la Germania", cap. XXIV, vol. IV (La riforma della chiesa e la lotta tra papi e imperatori) della Storia del mondo medievale, 1999, pp. 823–858
- Louis Halphen, "La Francia: Luigi VI e Luigi VII (1108-1180)", cap. XVII, vol. V (Il trionfo del papato e lo sviluppo comunale) della Storia del mondo medievale, 1999, pp. 705–739
- Frederick Maurice Powicke, "I regni di Filippo Augusto e Luigi VIII di Francia", cap. XIX, vol. V (Il trionfo del papato e lo sviluppo comunale) della Storia del mondo medievale, 1999, pp. 776–828